# 魯格手槍
魯格手槍（Luger），正式名稱為“帕拉貝倫手槍”（德語：或Parabellum-Pistole），是一種運用肘節式閉鎖機制的半自動手槍。該槍由奥地利人格奧爾格·魯格於1898年設計，並由以德國武器及彈藥兵工廠及毛瑟為首等多間工廠於1900年投入生產。魯格的部份設計原素是源自1893年推出的博查特C-93手槍，它在1900年5月獲得瑞士陸軍的採用，並在1908年被德國陸軍所採用，命名為“P08手槍”（德語：或Pistole 08）。
魯格手槍在兩次世界大戰期間為德軍的制式手槍，它在二戰過後仍然被東德的人民警察所使用。

## 服役歷史
7.65×21毫米口徑的魯格於1900年5月被瑞士陸軍所選中並採用，成為該槍的第一個用戶，在瑞士服役的魯格被命名為「1900年型手槍」（Pistole 1900），它有著一根長4.7寸的槍管。

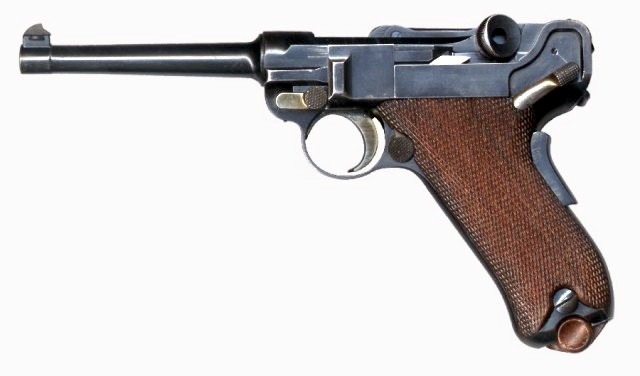
瑞士採用的1900年型魯格手槍

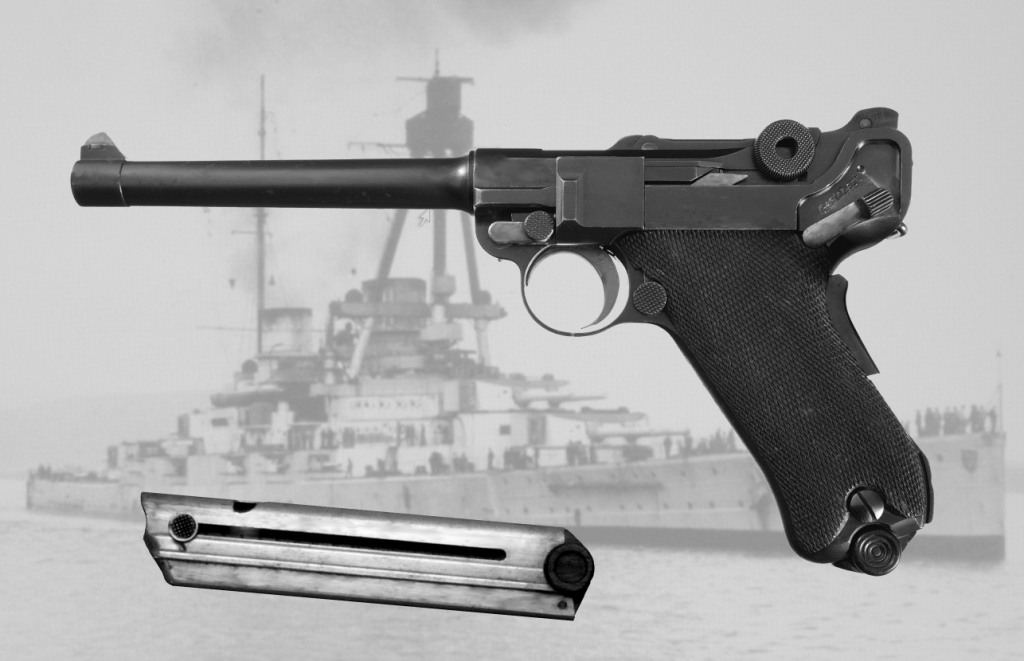
德國海軍1904年型手槍

魯格手槍於1904年被德意志帝國海軍所選中並採用，這種海軍版本的魯格有著一根長5.9寸的槍管和兩段式的後照準器，它被命名為「1904年型手槍」（Pistole 04）。

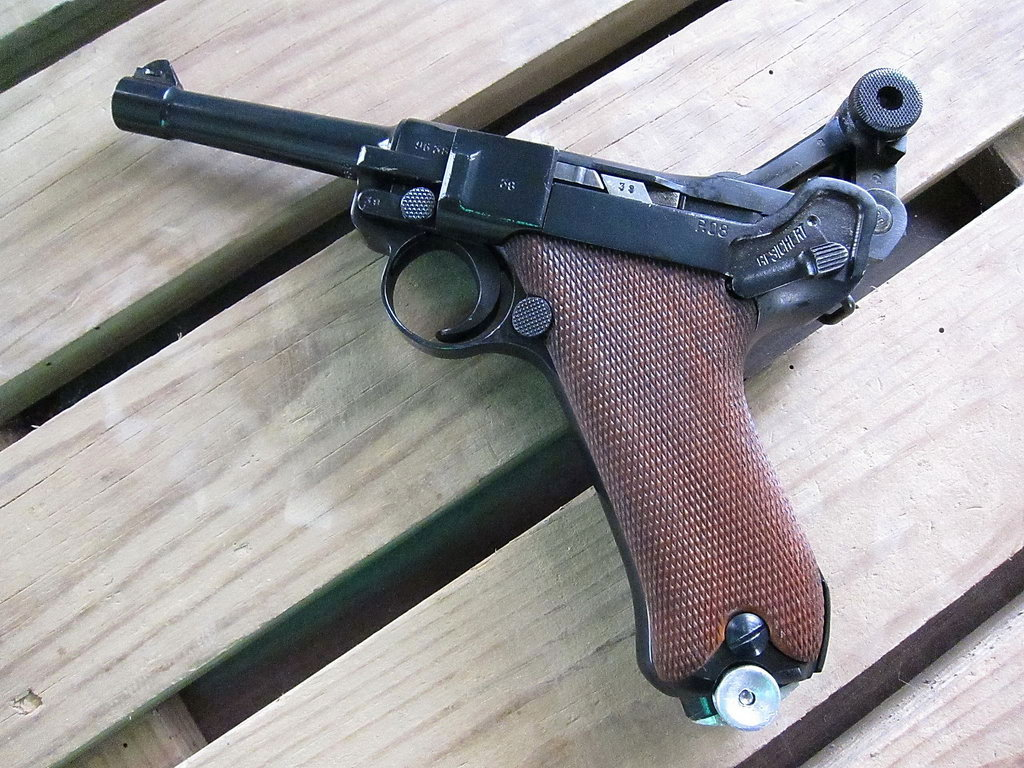
魯格P08

後來在1908年，魯格亦被德國陸軍所列裝，以取代前線部隊中的M1879帝國轉輪手槍。該版本被命名為「1908年型手槍」（Pistole 08），它具有一根長3.9寸的槍管並發射9×19公釐帕拉貝倫彈。該版本亦是魯格手槍最普遍和廣為人知的型號，並是德國陸軍於兩次大戰中普遍使用的制式手槍。雖然在1938年起魯格開始逐步被更新及更先進的瓦爾特P38所取代，然而直至二戰結束為止它仍沒有完全被取代。

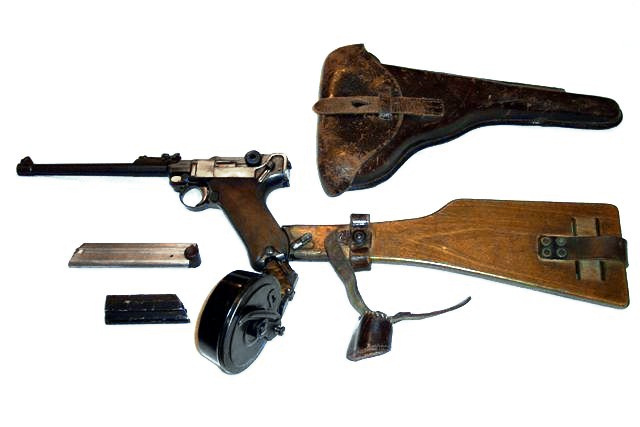
魯格炮兵型

一種被稱為炮兵型的卡賓槍型魯格亦裝備了德國陸軍的炮兵部隊，以作為一種早期的個人防衛武器。該版本的正式名稱為「1908年加長型手槍」（Lange Pistole 08），它的特徵是擁有一根長7.9寸的槍管、表尺式後照準器（能夠調校至800米）以及一個可兼作槍套使用的可拆式木製槍托。它亦能夠使用一種大容量的32發彈鼓（Trommelmagazin 08）。
美國曾在1900年購入1000枝7.65×21毫米口徑的魯格手槍用於測試，後來他們亦測試了9毫米口徑的版本。但從美菲戰爭期間美軍使用.38口徑轉輪手槍無法有效鎮壓當地服用麻藥的遊擊隊的經驗得出，他們仍需要更大口徑的子彈。

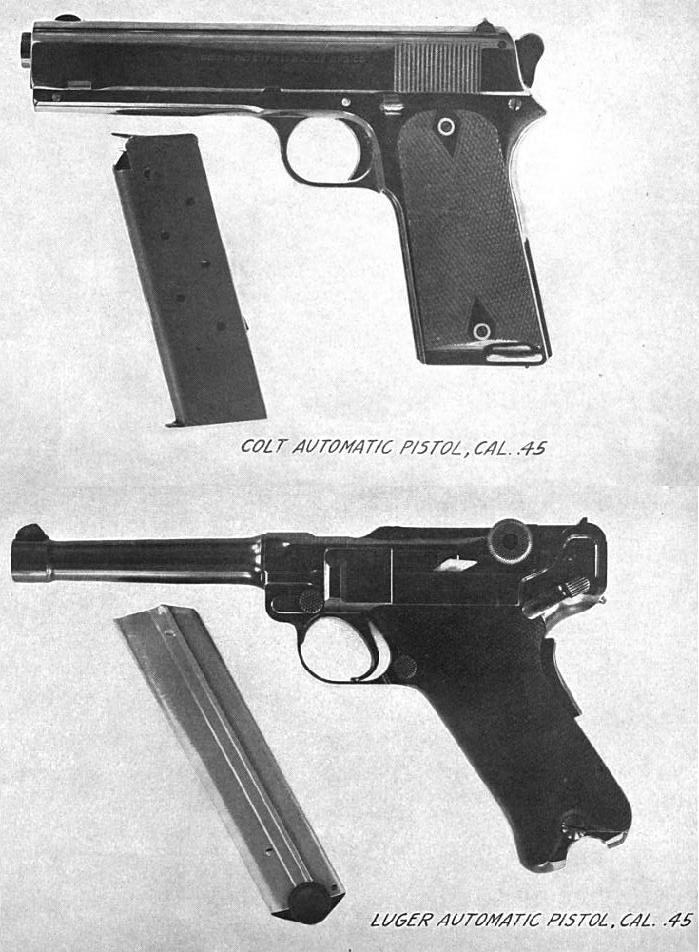
.45口徑的魯格（下）

於1906-1907年，美軍展開了對大口徑半自動手槍的測試，為此德國武器及彈藥兵工廠向他們提供了兩枝發射.45 ACP彈的魯格手槍用作測試，它們的序號分別為「1」和「2」。其中1號樣槍的命運不明，而且它並沒有被退還給廠商。而2號樣槍則通過了測試，並被售給了收藏家。後來美軍再向德國武器及彈藥兵工廠訂購了200枝樣槍。這些.45口徑的魯格手槍數量十分稀少，現在已難以找到，因此成為了一些收藏家眼中的極品。
魯格手槍亦在兩次大戰中分別成為了協約國及同盟國士兵的戰利品。然而在二戰期間，有德軍士兵把魯格手槍當成「餌」，以誘殺嘗試拾取戰利品的盟軍士兵。且在盟军士兵中一度对缴获的魯格手枪有“易走火”的风评，这主要因为魯格的保险位设定，与盟军已习惯使用的基于勃朗宁结构的手枪保险位相反；魯格手枪保险杆拨至后方时为保险状态，推至前方写有“gesichert”（保险）字样处并将文字盖住时为待击状态；对不熟悉其设计的盟军士兵带来一些伤亡。

## 設計

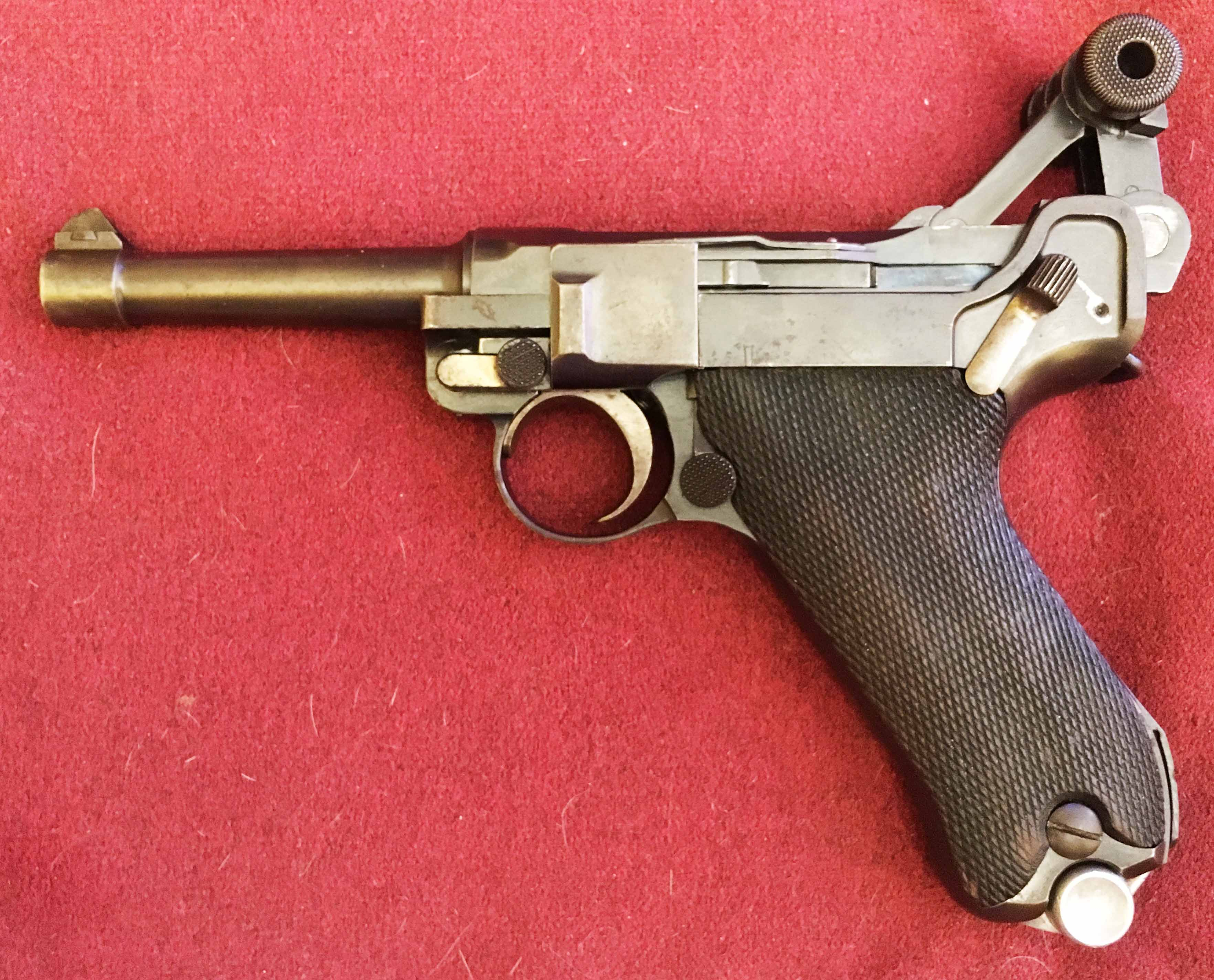
空倉掛機狀態的魯格P08

作為最早期的半自動手槍之一，魯格採用了來自博查特C-93手槍的肘節式閉鎖（Toggle Lock）設計，擊發時槍管和槍機會因後座力而向後移動，其槍栓肘節會向上升起並向後屈曲，以完成整個閉鎖的過程。這種設計跟現代大部份半自動手槍採用的滑套設計有所出入。此槍具有兩種口徑可供選擇，分別為7.65×21毫米口徑型及9×19毫米口徑型。另外在1906年至1907年，為了參與美軍的新一代手槍選拔，魯格也曾推出過發射.45 ACP槍彈的版本。
在一戰期間，德軍還測試了一些被改裝至具全自動射擊功能的魯格手槍，可算是衝鋒手槍的始祖，然而由於被認為是射速過高且難以控制，導致它最終沒有被採用。

## 使用國

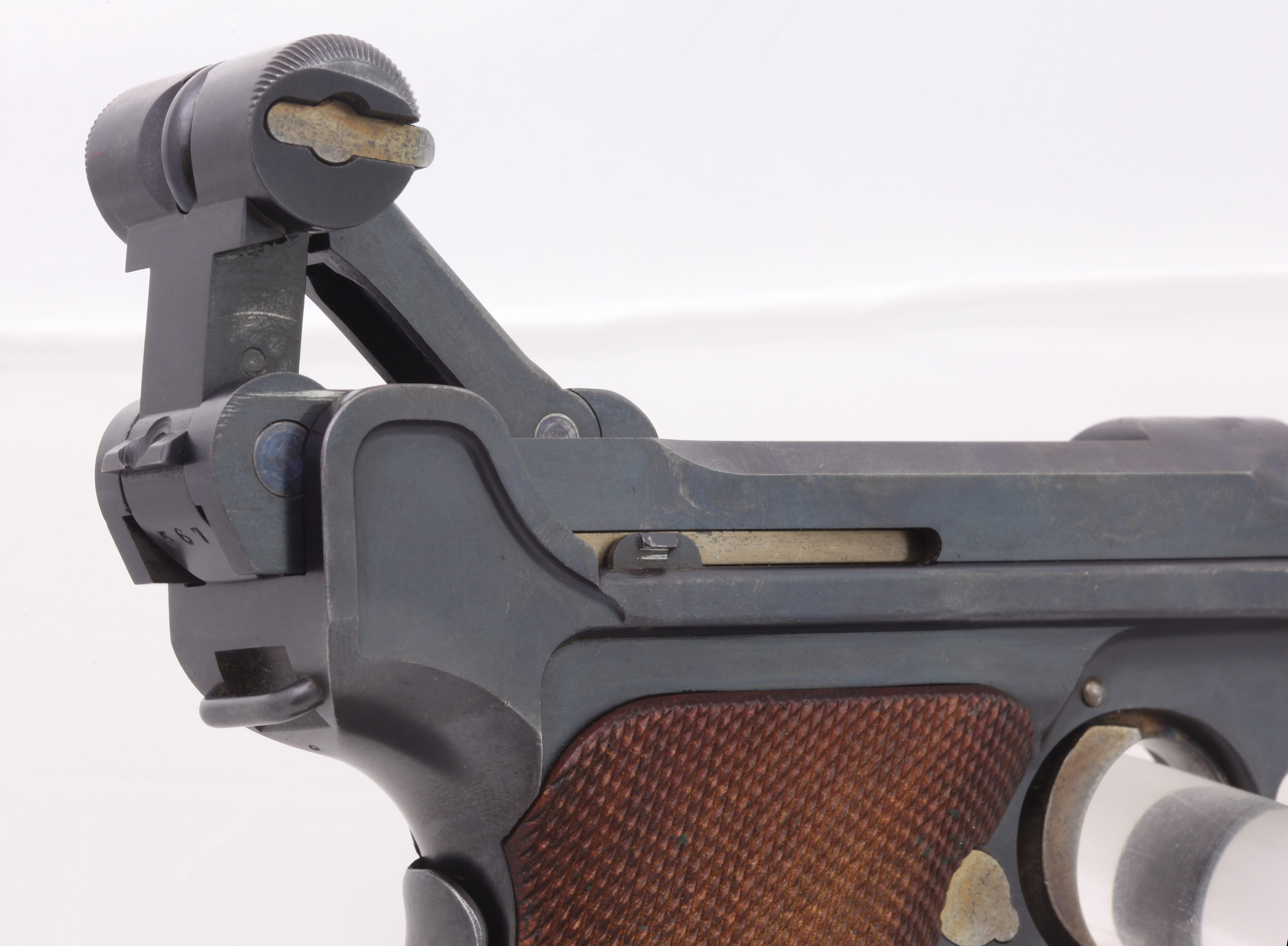
空倉掛機狀態的魯格

- 阿尔及利亚
- 奥地利
- 玻利维亚
- 巴西
- 保加利亞王國
- 智利
- 中華民國
  - 北洋政府軍
  - 國民革命軍
  - 中華民國國軍
  - 地方軍閥
- 中华人民共和国
  - 中國人民解放軍
- 丹麦
- 爱沙尼亚
- 芬兰
- 法國—本土生產。
  - 法國武裝部隊：二戰後有限地使用。
- 格魯吉亞民主共和國
- 德意志帝國
  - 德國陸軍
  - 帝國海軍
- 魏瑪共和國
- 納粹德國
  - 德意志國防軍
  - 武裝黨衛隊
  - 黨衛隊保安處
- 东德
  - 史塔西
  - 人民警察
- 格瑞那達
- 希腊
- 印度尼西亞—從荷蘭東印度軍隊手上繳獲。
- 伊朗帝國
  - 伊朗帝國軍
- 伊朗伊斯蘭共和國
- 愛爾蘭
- 以色列
  - 以色列國防軍：建國戰爭期間使用。
- 義大利王國
- 大日本帝国
  - 日本軍：佔領印尼後從當地的荷蘭東印度軍隊手上繳獲，成為軍官的半官方武器。
- 拉脫維亞
- 黎巴嫩
- 利比亞
- 立陶宛
- 盧森堡
- 荷蘭—本土生產。
- 新西兰
  - 紐西蘭國防軍：使用繳獲品。
- 挪威
- 奥斯曼帝国
- 波蘭第二共和國
- 葡萄牙
- 罗马尼亚王国
- 俄罗斯帝国
  - 俄羅斯帝國陸軍
- 苏联
  - 蘇聯紅軍：使用繳獲品。
- 西班牙國
- 瑞典
- 瑞士—本土生產。
  - 瑞士武裝部隊：1900—1950年間為制式手槍。
- 泰國
- 土耳其
- 乌克兰
- 美国
  - 美國武裝部隊：曾有限地實戰測試。
- 南斯拉夫王國

## 登場作品

### 輕小說
- 2008年—《緋彈的亞莉亞》：為鍍金槍身P08，由眷屬的卡羯·格拉賽所使用。

### 電影
- 1981年—
- 1995年—
- 1999年—
- 2003年—
- 2005年—《金剛》
- 2011年—《美國隊長》
- 2013年—：4吋槍管P08由德意志國防軍上尉彼得·卡恩（托馬斯·克萊舒曼飾演）和其他德軍士兵所使用，亦有被蘇聯紅軍所繳獲。
- 2016年—：4吋槍管型由吉米（沙托·科普利飾演）所使用，亦曾被亨利短暫奪取。
- 2020年—《神棄之地》主角的父親從戰場退役後帶回的紀念品，後輾轉交至主角手上，後一路跟隨著主角的行動直至劇終。

### 電視劇
- 2001年—
- 2005年—
- 2006年-2009年—
- 2009年—
- 2013年—《我們的父輩》
- 2015年—《春梅》：男主角宮本藏的配槍，也出現在其他日本角色使用的場合之中。

### 動畫
- 2006年—：一把鍍金裝飾，發射.454 Casull子彈的魯格P08炮兵型改良版（被稱為「鐵血帝國魯格特裝型」）由國家社會主義白人團結黨成員弗利茨·斯丹福所持有。然而由於使用者過度炫耀愛槍，因此還沒有開過一槍就被萊薇射殺並且被嘲笑。
- 2009年—《幻灵镇魂曲》：反派角色賽斯·瑪斯塔的隨身武器，為4吋鍍銀槍身P08。
- 2009年—《幽冥特工》：型號為P08，出現在軍火庫中。
- 2009年—《HELLSING 》：反派角色少佐的配槍為P08，由於槍法太爛而不常使用。
- 2010年—《學園默示錄》：為魯格P08炮兵型，配有彈鼓、槍托，由高城沙耶所使用。
- 2011年—《罪惡王冠》：為魯格P08型，由恙神涯使用。
- 2013年—《核爆默示錄》：型號為魯格P08海軍型，被改造成飛鏢槍，由成瀨荊所使用。
- 2016年—《終末的伊澤塔》
- 2018年—《紫羅蘭永恆花園》：由基爾伯特·布甘比利亞所使用。

### 電子遊戲
- 2002年—《重返德軍總部》：初始武器，可以搭配滅音器使用。
- 2003年—：型號為4吋槍管P08，為德軍陣營的專用手槍。
- 2003年—
- 2004年—
- 2005年—《2》
- 2006年—《3》
- 2007年—《絕對武力Online》：型號為6吋槍管型，命名為「魯格」，並有黃金版、布萊兒專用的「銀製魯格」和透過武器強化系統升級的兩種強化型。
- 2007年—《榮譽勳章:鐵膽英豪2》：僅出現在第一關關卡。
- 2007年—《2》：以「魯格變形式」（Lugermorph）的名稱登場。
- 2014年—《英雄與將軍》：為德軍玩家可以擁有的第三把手槍。
- 2016年—《戰地之王》：於台服AVA戰地之王以80紅票之代價賣出。
- 2016年—《1》：型號為4吋槍管P08和P08炮兵型。
  - 4吋槍管P08命名為“P08”，單機模式中僅於“事在人為”的過場片段中由一名奥斯曼帝國軍士兵所使用。聯機模式中為所有兵種通用的配槍。
  - P08炮兵型作為主武器登場，命名為“P08炮兵型”，單機模式中由德意志帝國陸軍和奥斯曼帝國軍的坦克兵，以及奥匈帝國軍士兵所使用。聯機模式中為坦克兵和飛行員專用武器。
- 2016年—《重製版》：於2017年8月8日實裝，命名為“BR9”，同時帶有P08和瓦爾特P38的特徵，只於聯機模式登場。
- 2016年—《少女前線》：萌擬人化的少女戰術人形。登場的名稱為P08。
- 2017年—《恥辱之日》：型號為4吋槍管P08，命名為“P-08”，由德意志國防軍軍官及機槍手所使用。
- 2017年—：型號為4吋槍管P08，命名為“魯格”，使用“延長彈匣”時會改以32發彈鼓供彈但只裝填12發。戰役模式當中由德意志國防軍和法國抵抗運動戰士所使用。聯機模式中為解鎖武器。
- 2018年—《5》：型號為4吋槍管P08及P08卡賓槍型，分别命名為“P08”及“P08-L”。
- 2018年—：型號為4吋槍管P08和P08炮兵型。
  - 4吋槍管P08命名為“P08手槍”，單機模式中由德意志國防軍士兵所使用，聯機模式中為所有兵種通用的配槍。
  - P08炮兵型命名為“P08卡賓槍”，僅於聯機模式登場，為偵察兵的解鎖武器。
- 2019年—
- 2021年—《決勝時刻：先鋒》：型號為P08，命名為“Klauser”。
- 2021年—《蔚藍檔案》：天雨亞子的固有武器「Hot Shot」原型（型號為P08）。
- 2021年—《應徵入伍》：型號為P08和炮兵型（炮兵型為金券武器）。

## 外部連結
- 博查特，魯格的歷史—巴拉貝鲁的起源
- 魯格砲兵型和毛瑟巴拉貝鲁型手槍 （页面存档备份，存于）
- 魯格手槍各部份
- Modern Firearms
- GunsTribune對保加利亞魯格手槍的介紹